# Virginia Gildersleeve
Virginia Crocheron Gildersleeve (Nova York, 3 d'octubre de 1877-Centerville, Massachusetts, 7 de juliol de 1965) va ser una pedagoga nord-americana.
Es va graduar en el Barnard College, llavors secció femenina de la Universitat de Colúmbia, en Història Medieval. Va obtenir doctorats per Colúmbia i Rutgers, en Anglés i Literatura Comparada.
Durant la Segona Guerra Mundial va dirigir el Advisory Council for the Women's Naval Reserve, i al final del conflicte va treballar al Japó en l'engegada d'un nou sistema educatiu.
Va tenir gran influència com a pedagoga i va ser degana del Barnard des de 1911 fins a 1947. Va introduir canvis rellevants en el sistema educatiu, com cridar als alumnes pel cognom, permetre fumar i introduir classes d'higiene sexual i ciència política.
Va ser defensora dels drets de la dona i del supranacionalisme. Va participar en la fundació de la Federació Internacional de Dones Universitàries (1919). Va ser l'única dona representant oficial en la redacció de la carta fundacional de les Nacions Unides en San Francisco el 1945, i també va contribuir a la fundació de la Unesco.